# クラミジア・ペコルム
クラミジア・ぺコルム（Chlamydia pecorum）とは、クラミジア門クラミジア綱クラミジア目クラミジア属の真正細菌であり、かつてはクラミドフィラ属に分類されていた時期もあった。ウシ、ヒツジ、ヤギなどの反芻動物から単離された。コアラやブタにも感染する。C. pecorumの菌株は、血清型及び病原性が多様であることが知られている。
コアラ（Phascolarctos cinereus）においては、C. pecorumは生殖器系や尿路に感染を引き起こし、肺炎や不妊症、あるいは死亡を引き起こす。コアラにおける最も重要な感染症の一つであり、最も一般的で最も強い病原性がある。他の動物においても、C. pecorumは流産、結膜炎、脳脊髄炎、腸炎、関節炎、及び多発性関節炎に関連する。